# Barbara Mikulski
Barbara Mikulski, née le 20 juillet 1936 à Baltimore (Maryland), est une femme politique américaine. Membre du Parti démocrate, elle est élue du Maryland au Congrès des États-Unis de 1977 à 2017, d'abord à la Chambre des représentants, puis au Sénat à partir de 1987.

## Biographie

### Origines et études
Arrière-petite-fille d'immigrés polonais, Barbara Mikulski est la fille ainée de Christine et William Mikulski, des épiciers.
Diplômée de l'université du Maryland, elle devient travailleuse sociale. Elle s'engage dans la campagne contre la pauvreté du président John Fitzgerald Kennedy puis travaille pour des services caritatifs catholiques ou pour les services sociaux de Baltimore.

### Parcours politique
Son engagement sur le terrain social lui donne une bonne réputation et Mikulski est élue en 1971 au conseil municipal de Baltimore. En 1974, elle tente de se faire élire au Sénat des États-Unis mais elle est battue par le sénateur Parti républicain sortant Charles Mathias, Jr.
En 1976, elle est élue avec 76 % des suffrages à la Chambre des représentants des États-Unis pour le troisième district du Maryland. En 1986, elle est élue sénatrice avec 61 % des voix au siège laissé vacant par le sénateur Charles Mathias, Jr. Elle est réélue en 1992 et 1998. En 2004, elle est réélue avec 65 % des suffrages contre le candidat républicain Edward Pipkin.
En 2015, elle annonce ne pas être candidate à sa succession lors des élections sénatoriales de 2016, après cinq mandats. Elle est la femme avec la plus longue présence au Sénat.

## Commissions sénatoriales
Durant sa carrière au Sénat, Barbara Mikulski a été membre de plusieurs comités ou sous-comités du sénat : 
- Santé, Éducation, Travail et Pensions ;
- Commerce, Justice et Science ;
- Défense ;
- Opérations extérieures ;
- Développement urbain, Transports ;
- Sécurité intérieure.

## Divers
Le 5 avril 2012, l'une des plus gigantesques archives de données astronomiques de la NASA, contenant toutes les données astronomiques de 16 des principales missions astronomiques dont les données du télescope spatial Hubble, a été baptisée « Barbara A. Mikulski Archive for Space Telescopes » (MAST) en son honneur en remerciement de son combat politique pour la science et la recherche durant toute sa carrière (qui est devenue depuis 2012 la plus longue carrière d'une femme au Sénat américain). De plus, une nouvelle supernova découverte le 25 janvier 2012 a été également baptisée « Supernova Mikuslki ».

## Annexe